# Faza drgań
Faza – w fizyce wielkość bezwymiarowa opisująca procesy okresowe, przedstawiająca, w której części okresu znajduje się ciało (zjawisko).
Zjawiska okresowe lub prawie okresowe są przedstawiane jako drgania (oscylacje) pewnej wielkości w czasie.

## Faza drgań harmonicznych
Dla drgań harmonicznych opisanych równaniem:
{\displaystyle x(t)=A\sin(\omega t+\varphi )}
fazą drgań określa się argument funkcji sinus, czyli:
{\displaystyle \omega t+\varphi }
lub resztę z dzielenia tego kąta przez miarę kąta pełnego:
{\displaystyle (\omega t+\varphi )\mod (2\pi ).}
Faza jest wyrażana w jednostkach kąta, zwykle w układzie SI w radianach.
Kąt {\displaystyle \varphi } nazywa się fazą początkową drgań, czyli fazą w chwili początkowej {\displaystyle t=0.}

## Faza drgań nieharmonicznych
Dla drgań nieharmonicznych, w których można wyróżnić drganie o najdłuższym okresie, fazę drgań określa się właśnie jako fazę drgania składowego o najdłuższym okresie.
Czasami fazę, szczególnie w ruchu nieharmonicznym, określa się jako ułamek fazy pełnej {\displaystyle 2\pi .}

## Przesunięcie fazowe

Definicja przesunięcia fazowego

Dla dwóch drgań, ich przesunięciem fazowym nazywa się różnicę faz tych drgań w tym samym momencie.
Jeżeli drgania mają jednakową fazę, to mówi się, że są one w fazie zgodnej (w żargonie technicznym – w fazie). W ośrodkach liniowych wychylenia spowodowane tymi drganiami dodają się (wzmacniają).
O drganiach różniących się fazą o {\displaystyle \pi } mówi się, że są drganiami w fazie przeciwnej (w żargonie technicznym – w przeciwfazie). Wychylenia spowodowane tymi drganiami odejmują się, a gdy oba drgania mają jednakowe amplitudy, następuje wygaszenie drgań (drgania znoszą się).

## Faza fali
Fala rozchodząc się w ośrodku wywołuje drgania każdego punktu ośrodka. Faza fali w danym punkcie jest to faza drgań w tym punkcie przestrzeni.
Mówiąc o przesunięciu fazowym jednej fali względem drugiej ma się na myśli przesunięcie przestrzenne (różne fazy w różnych miejscach w tym samym czasie) lub czasowe (różne fazy w tym samym czasie w różnych momentach).